# Жирослав Михайлович
Жирослав Михайлович (? — уб. 4 марта 1238) — владимирский воевода, глава великокняжеского войска после гибели Еремея Глебовича под Коломной в январе 1238 года и Петра Ослядюковича во Владимире в феврале 1238. Погиб в битве на Сити. Датой сражения считается 4 марта, когда Батый казнил в Шернском лесу пленного Василько ростовского за отказ принять присягу.

## В художественной литературе
Выступает как персонаж в таких крупных произведениях, как:
- «Батый» Василия Яна
- «Брат на брата. Окаянный XIII век» (Виктор Карпенко, М.:Издательство: Эксмо, 2012 г.)
- «Авдеевы тропы» (автор Владимир Герасимов, издано: Издательство «РуДа», 2021 г.)
- «Храм в душе» Александра Гусарова и прочее.